# Córdoba (valuta)
Córdoba (C$ - Córdoba oro nicaragüense) är den valuta som används i Nicaragua i Nordamerika. Valutakoden är NIO. 1 Córdoba  = 100 centavos.
Valutan infördes under år 1991 och ersatte den tidigare nuevo córdoba som infördes 1988 på grund av hög inflation. Denne ersatte i sin tur córdoban som infördes 1912 för att ersätta den tidigare nicaraguanska peson och fick sitt namn efter Nicaraguas grundare Francisco Hernández de Córdoba.
Vid det senaste bytet var omvandlingen 1 NIO = 5.000.000 nuevo córdobas.

## Användning
Valutan ges ut av Banco Central de Nicaragua - BCN som ombildades 1961 och har huvudkontoret i Managua.

## Valörer
- mynt: 1 och 5 Córdoba
- underenhet: 5, 10, 25 och 50 centavos
- sedlar: 10, 20, 50, 100 och 500 NIO